# Ztracené bednění

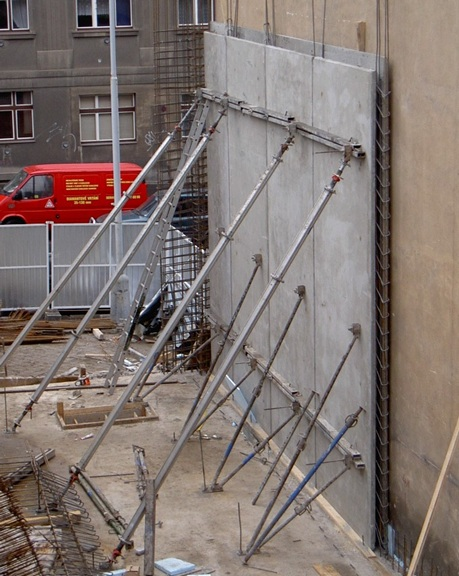
Ztracené bednění z tenkých železobetonových panelů

Ztracené bednění (podle německy: Verlorene Schalung), lépe zabudované bednění je forma pro uložení čerstvého betonu, která se neodstraňuje a zůstává trvalou součástí vybudované konstrukce.
Ztracené bednění může přenášet část zatížení konstrukce (spolupůsobit), nebo jenom betonový či železobetonový prvek ohraničovat, případně v něm vytvářet dutiny a tím snižovat jeho hmotnost (stropy). Materiál použitý pro ztracené bednění musí splňovat všechny požadavky, kladené na materiály pro stavby.
Ztracené bednění tvoří základ mnoha konstrukčních systémů a řešení.

## Ocelobetonové konstrukce
V ocelobetonových konstrukcích je bednění tvořeno ocelovým plechem a vždy přebírá část zatížení konstrukce.

## Filigránové stropy

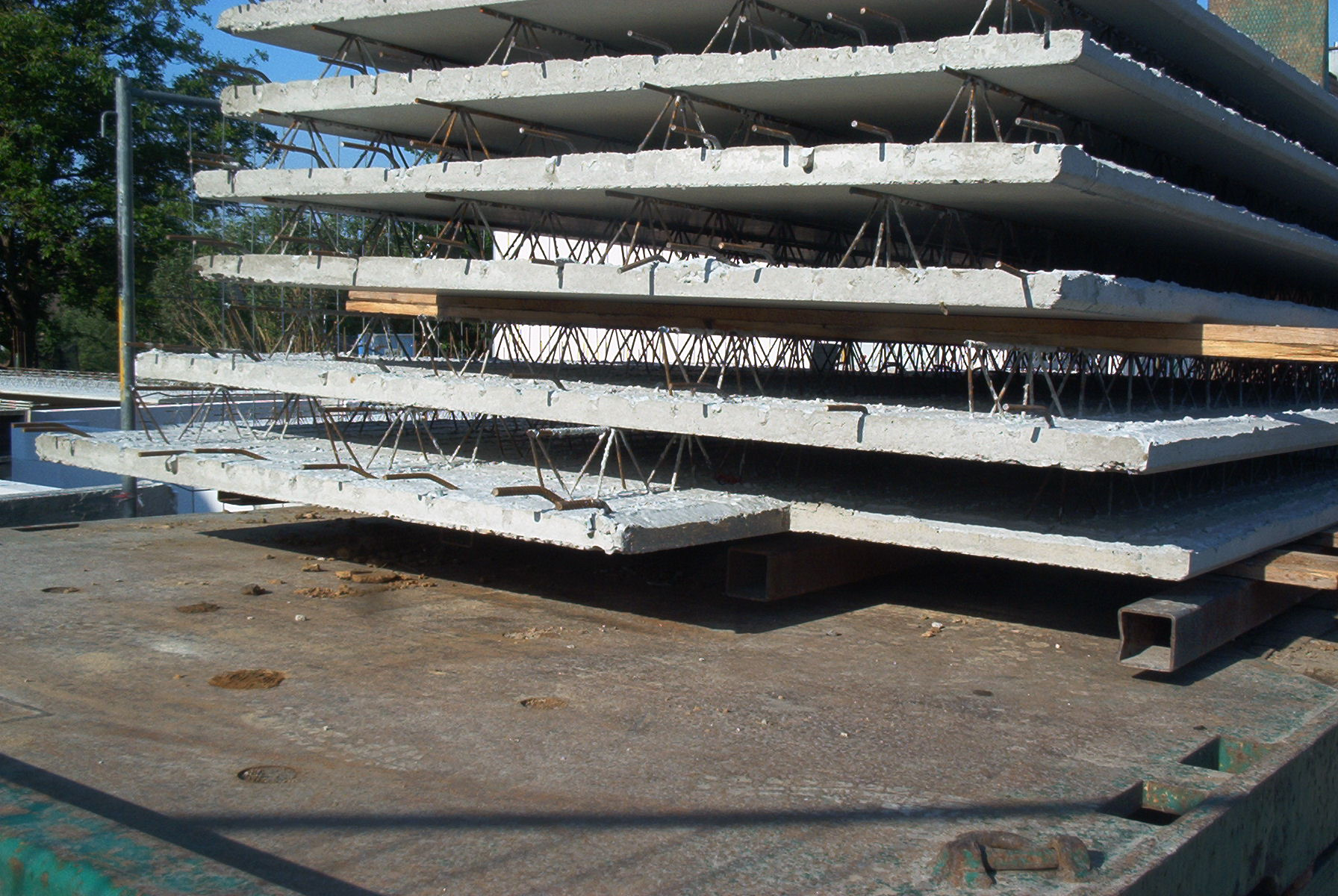
Filigránové stropní desky na skládce

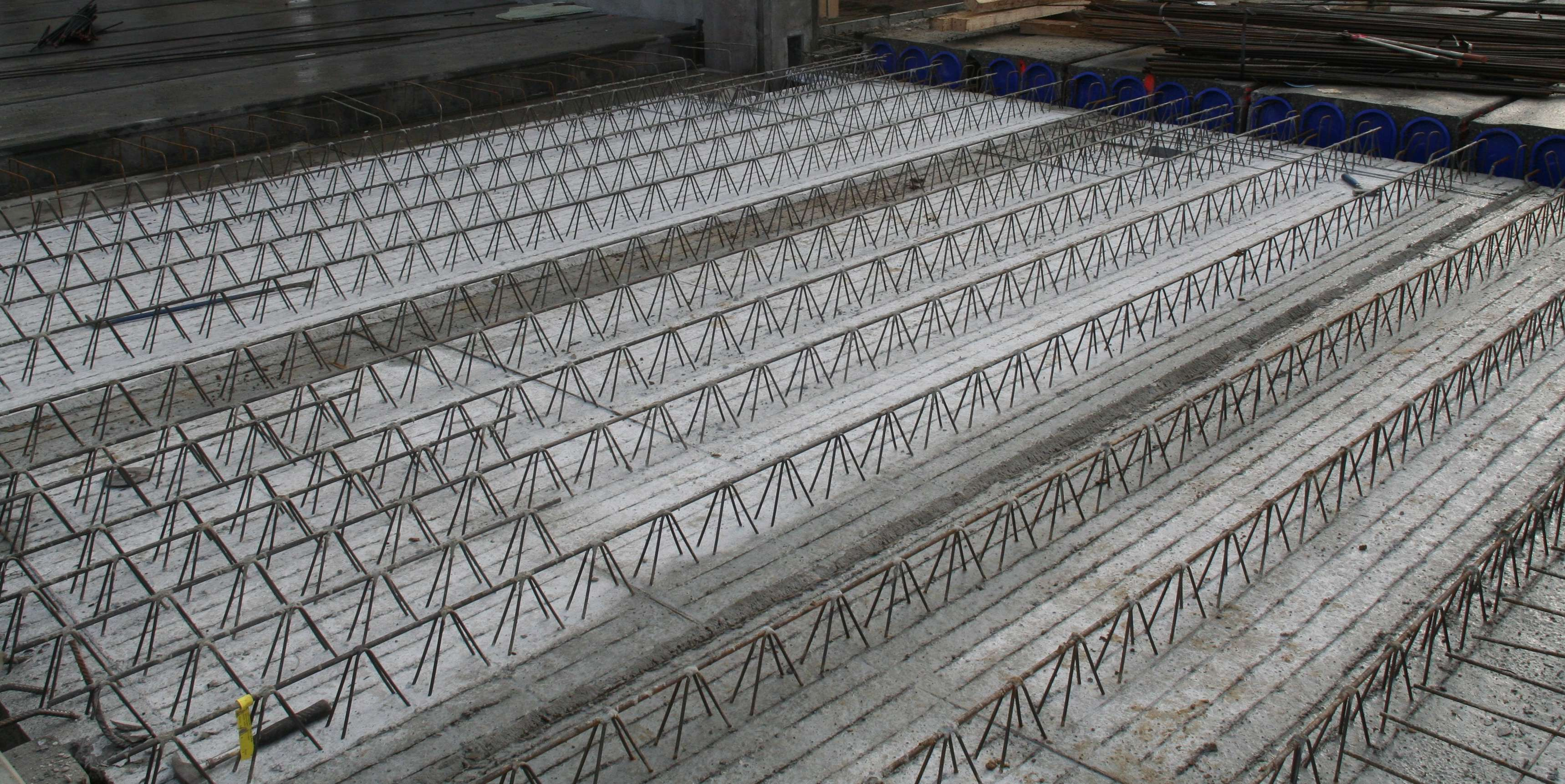
Ztracené bednění stropu
z filigránových desek připravené k pokládce další výztuže a betonáži

FIligránové stropy jsou vytvořeny ze spřažených tenkých železobetonových desek (filigránových desek), které plní funkci nejen ztraceného bednění, ale mají zároveň nosnou funkci a zejména vytvářejí podhled stropu s dokonale hladkým povrchem. Stropní filigránové desky jsou vyráběny dle ČSN EN 13747+ A2

## Stavební systém VELOX
Při stavbě domů v systému VELOX se stěny a stropy betonují do předem připraveného bednění ze štěpkocementových desek, které se po vytvrdnutí betonu stávají trvalou součástí svislých i vodorovných konstrukcí.

## Systém EMJ Permadeck
Lehké GRP (sklolaminátové) panely vyráběné v Anglii a určené primárně pro spřažené mostní konstrukce. Panely se osazují na ocelové nebo betonové nosníky, posléze je zmonolitněna betonová mostovka.

## Stropní vložky
Stropní vložky jako ztracené bednění mají za úkol vylehčovat konstrukci. Mohou být užity jak v prefabrikovaných stropních panelech, tak v monolitických konstrukcích.
Stropní vložky kladené na staveništi do monolitické stropní konstrukce jsou různého typu a z různých materiálů. Jejich užití má dlouhodobou tradici v tzv. Waffle-floors, využívaných často u bodově podepřených stropních desek s velkým rozpětím.